# Jacket-deck
Pour les articles homonymes, voir Jacket.

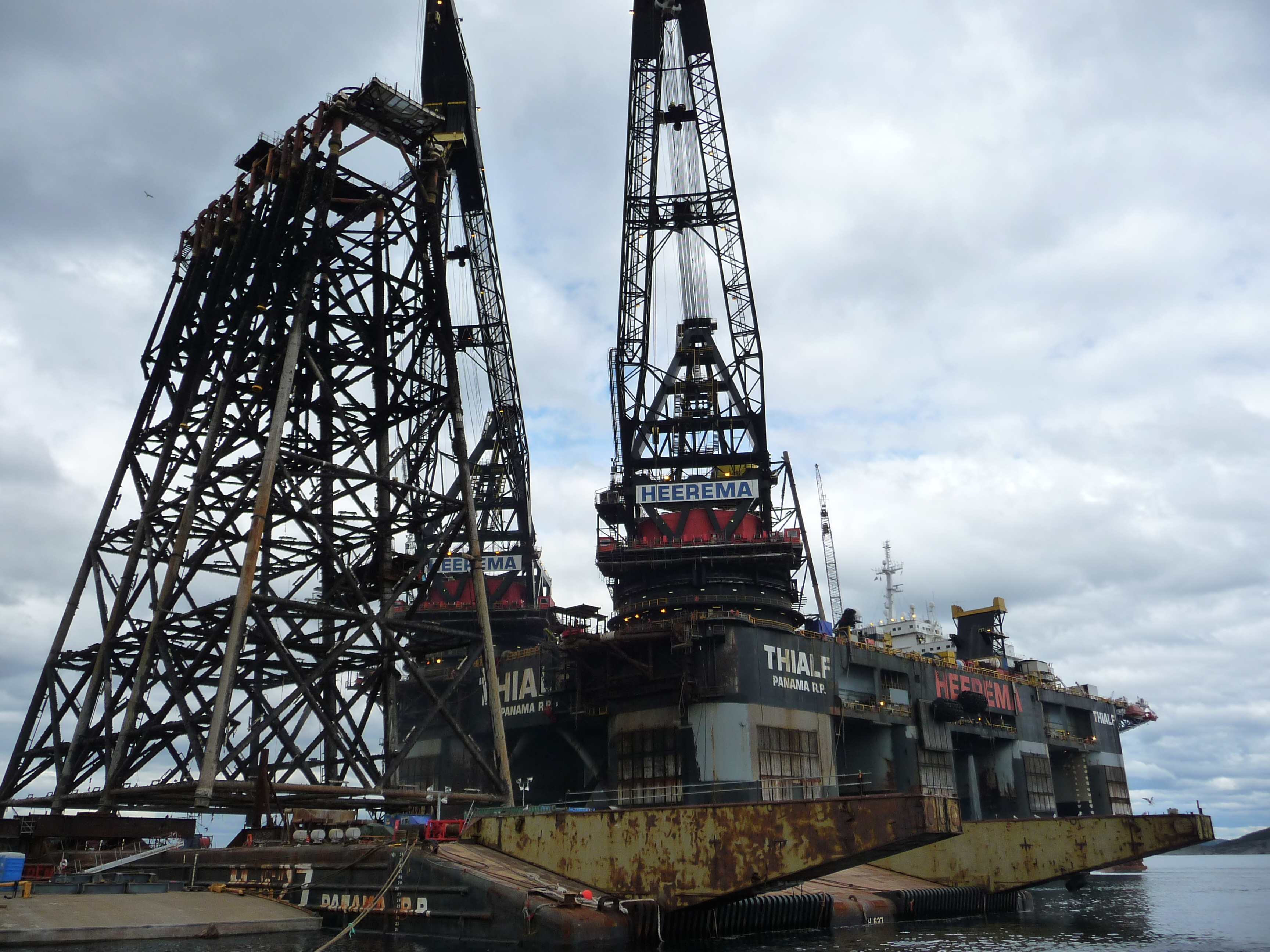
Déchargement d'un jacket par un bateau-grue

Un jacket-deck ou jacket-platform ou simplement jacket, est un type de plateforme utilisé pour l'extraction de pétrole ou de gaz.
On utilise parfois le terme anglais : fixed platforme (plateforme fixe), bien que ce terme peut faire référence à d'autres structures fixes (telles que les plateformes gravitaires par exemple).
Le terme jacket désigne la structure tubulaire supportant le top-side.

## Histoire
Ce type de structure est largement utilisé (95 % des plateformes dans le monde utilisent ce type de structure) et remonte bien avant l'exploitation industrielle du pétrole.
En effet, l'idée de créer des structures à partir d'éléments métalliques reprenant une forme pyramidale pour l'exploitation de gisement offshore apparait dès 1869 sur un dessin de Thomas Rowlands (son idée reste cependant sur le papier). 

## Structure
Ces structures sont conçues pour des eaux peu profondes, allant jusque 500 mètres environ.
Le plus grand jacket construit à ce jour est celui de la plateforme Bullwinkle (en) qui repose à 412 mètres de fond, surmonté d'un top-side de 117 mètres, la structure totale mesurant, ainsi, 529 mètres . 
Elles sont généralement constituées de tubes d'acier soudés entre eux, l'ensemble formant une forme pyramidale afin de diffuser les efforts vers le sol.
En effet, ces structures sont conçues pour résister à différentes contraintes :
- poids du top-side,
- impact des vagues,
- pression du vent,
- pression de l'eau de mer et efforts dus à la houle.

Le jacket formant une sorte de cage, cet agencement permet de faire passer, au milieu de celle-ci, une partie de la tuyauterie reliée au fond marin.